# Сен-П'єрр-Ланже
Сен-П'єрр-Ланже́ (фр. Saint-Pierre-Langers) — муніципалітет у Франції, у регіоні Нормандія, департамент Манш. Населення — 626 осіб (01.01.2021).
Муніципалітет розташований на відстані близько 290 км на захід від Парижа, 95 км на південний захід від Кана, 50 км на південний захід від Сен-Ло.

## Історія
До 2015 року муніципалітет перебував у складі регіону Нижня Нормандія.
Від 1 січня 2016 року належить до нового об'єднаного регіону Нормандія.
Згідно з істориками Жервілем і Ле Ерішером, Анжер де Сен-П'єр був на боці Вільгельма Завойовника, коли той завоював Англію в 1066 році (Книга Судного дня).
Феодальний замок був зруйнований англійцями у 1440 році. Залишився лише рів. Він стояв на місці замку 17-го століття, який можна побачити сьогодні.

## Демографія
Динаміка населення (INSEE ):
Розподіл населення за віком та статтю (2006):
| Стать | Всього | До 15 років | 15-24 | 25-44 | 45-64 | 65-85 | Понад 85 |
| --- | ------ | ----------- | ----- | ----- | ----- | ----- | -------- |
| Чоловіки | 235    | 43          | 24    | 70    | 62    | 28    | 8        |
| Жінки | 238    | 62          | 28    | 81    | 35    | 32    | 0        |
| \| Статево-вікова піраміда \| Статево-вікова піраміда \| Статево-вікова піраміда \| \| ----------------------- \| ----------------------- \| ----------------------- \| \| Чоловіки \| Вік \| Жінки \| \| 8 \| 85 + \| 0 \| \| 0 \| 80-84 \| 12 \| \| 12 \| 75-79 \| 4 \| \| 4 \| 70-74 \| 8 \| \| 12 \| 65-69 \| 8 \| \| 8 \| 60-64 \| 8 \| \| 12 \| 55-59 \| 4 \| \| 19 \| 50-54 \| 4 \| \| 23 \| 45-49 \| 19 \| \| 12 \| 40-44 \| 23 \| \| 23 \| 35-39 \| 16 \| \| 27 \| 30-34 \| 19 \| \| 8 \| 25-29 \| 23 \| \| 8 \| 20-24 \| 12 \| \| 16 \| 15-20 \| 16 \| \| 8 \| 10-14 \| 19 \| \| 12 \| 5-9 \| 12 \| \| 23 \| 0-4 \| 31 \| |        |             |       |       |       |       |          |
| Статево-вікова піраміда |        |             |       |       |       |       |          |
| Чоловіки | Вік    | Жінки       |       |       |       |       |          |
| 8 | 85 +   | 0           |       |       |       |       |          |
| 0 | 80-84  | 12          |       |       |       |       |          |
| 12 | 75-79  | 4           |       |       |       |       |          |
| 4 | 70-74  | 8           |       |       |       |       |          |
| 12 | 65-69  | 8           |       |       |       |       |          |
| 8 | 60-64  | 8           |       |       |       |       |          |
| 12 | 55-59  | 4           |       |       |       |       |          |
| 19 | 50-54  | 4           |       |       |       |       |          |
| 23 | 45-49  | 19          |       |       |       |       |          |
| 12 | 40-44  | 23          |       |       |       |       |          |
| 23 | 35-39  | 16          |       |       |       |       |          |
| 27 | 30-34  | 19          |       |       |       |       |          |
| 8 | 25-29  | 23          |       |       |       |       |          |
| 8 | 20-24  | 12          |       |       |       |       |          |
| 16 | 15-20  | 16          |       |       |       |       |          |
| 8 | 10-14  | 19          |       |       |       |       |          |
| 12 | 5-9    | 12          |       |       |       |       |          |
| 23 | 0-4    | 31          |       |       |       |       |          |

## Економіка
2010 року серед 337 осіб працездатного віку (15—64 років) 274 були активними, 63 — неактивними (показник активності 81,3%, у 1999 році було 76,3%). З 274 активних мешканців працювало 256 осіб (136 чоловіків та 120 жінок), безробітними було 18 (6 чоловіків та 12 жінок). Серед 63 неактивних 14 осіб було учнями чи студентами, 28 — пенсіонерами, 21 була неактивною з інших причин.

У 2010 році в муніципалітеті числилось 220 оподаткованих домогосподарств, у яких проживали 556,0 особи, медіана доходів виносила 18 239 євро на одного особоспоживача